# Бург Йосиф Кунович
Йосиф Кунович Бург (30 травня 1912, Вижниця, Буковина, Австро-Угорщина — 10 серпня 2009, Чернівці, Україна) — єврейський письменник, громадський діяч.
Заслужений працівник культури України (1993).

## Біографія
Йосиф Кунович Бург народився 30 травня 1912 року в мальовничому містечку Вижниця — знаменитому центрі буковинських хасидів, де в той час майже 90 відсотків жителів становили євреї, де в численних синагогах горіли тисячі свічок. Сім'я Йосифа була не багатою — батько все свое життя сплавляв плоти по Черемошу до річки Прут, а потім далі, Прутом, до міста Чернівці, де був великий деревообробний комбінат. Плотогонами були і дід, і прадід письменника, і, взагалі, життя більшості людей там було пов'язане з лісом. Всі ці люди потім стануть героями його творів. 

У Вижниці Й.Бург навчався в початковій школі і в хедері, традиційній єврейській школі, де тлумачили Тору — П'ятикнижжя Мойсеєве.
Після закінчення гімназії, чотири роки студіював германістику у Віденському університеті.
1934-1937 — редагував у Чернівцях єврейську газету «Черновіцер Блетер» («Чернівецькі Листки»), поки її не закрила румунська влада.
Згодом закінчив аспірантуру в Москві. 

У военні та повоєнні роки вчителював на Поволжі. 

Тривалий час викладав німецьку мову у школі, потім — зарубіжну літературу у виші. 

З початку 1960-х років друкував свої твори мовою їдиш у всесоюзному журналі «Советиш геймланд». 

Перші книги письменника вийшли в Чернівцях напередодні Другої світової війни. Це зокрема: збірки оповідань «Над Черемошем» (1939) та «Отрута» (1940). Після цього у творчій долі наступає сорокарічна мовчанка. Це був важкий і трагічний період в житті письменника: Друга світова війна, гоніння на єврейську інтелігенцію з боку сталінського режиму, жорстокі репресії. Лише 1980 р. виходить у Москві на їдиш книга оповідань і нарисів під символічною назвою «Життя продовжується», а згодом побачили світ книги «Гомін квітів» (1983), «Запізніле відлуння» (1990), «Під одним дахом» (1992). 

Художній простір творів Йосифа Бурга настільки унікальний, що йому міг би позаздрити будь-який письменник: багатонаціональний регіон (Буковина), де, за словами Рози Аислендер, «чотири мови уживалися вкупі», в епоху крутих віражів і карколомних зрушень історії — ось арена на якій розгортаються події його книг. 

У 1987 р. з'являється однотомник його прози російською мовою «Жизнь продолжается» (м. Москва), а 1988 р. — німецькою мовою «Пісня над піснями» (м. Лейпциг). 

Під час горбачовської перебудови (1990) р. Товариство імені Елізара Штейнбарга відновило (через 53 роки) видання газети «Черновицкие листки». Її редактором від того часу був Й.Бург.
В останні роки вийшов ряд книг українською, німецькою, польською та їдиш. 

У творах автора відтворено правдиві картини страдницького багатовікового життя євреїв, кохання і смерть, жорстокість та милосердя. 

Творчість письменника береже пам'ять про велику і славну когорту діячів єврейської культури, які були пов'язані з Буковиною (М.Альтман, Елієзер Штейбарг, А.Маргул-Шпсрбер, І.Мангер, А.Кіттнер, Сіді Таль та інші. 

Член Спілки письменників СРСР з 1989 року. 

Був головою Чернівецького обласного товариства ім. Е. Штейнбарга. 

Й.Бург почесний громадянин міста Чернівці (1997). 

В Вижниці його іменем назвали одну із вулиць. 

Помер Йосиф Бург 10 серпня 2009 року. Похований в Чернівцях на центральному кладовищі на Алеї почесних громадян Чернівців..

## Опубліковані твори
На їдиш:
- Збірка оповідань «Над Черемошем» (1939);
- «Отрута» (1940);
- «Життя продовжується» (1980);
- «Перегук часів» (1983, Москва);
- «Гомін квітів» (1983);
- «Запізніле відлуння» [Архівовано 14 березня 2015 у Wayback Machine.] (1990, Москва);
- «Під одним дахом» (1992).
- «Два світи» [Архівовано 30 січня 2018 у Wayback Machine.] (1997, Чернівці-Одеса);
- «Розмаїті стежки» (1997, Одеса),
- «Зимовий ранок» [Архівовано 4 березня 2016 у Wayback Machine.] (2002)
- «Зустрічі» (2007)

Російською:
- «Жизнь продолжается» (1987, Москва)

Німецькою:
- «Пісня над піснями» (2002, Лейпциг)
- «Запізніла луна» (1999, Мюнхен)
- «Дружба» (2002);
- «Зірки не старіють» (2002);
- «На Черемоші» (2005)
- «Дев'ять»

Польською:
- «Уламки» (2001);

Українською (окремою книгою):
- «Квіти і сльози» (1997, Чернівці)

Українською (в періодиці):
- Бург Й. Вижниця: [Новела] // Буковина.- 1992.-18 лют.
- Бург Й. Два світи: [Оповідання / Пер. З нім. А.Тарасової] // Буковина.- 1992.- 8 жовт.
- Бург Й. Маковей; Роса; Цадик: [Новели / Пер. з ідиш П.Рихло] // Буковин. журнал.- 1994.- Ч 3-4.- С. 19-37.
- Бург Й. Серед руйновищ [Про Шолом-Алейхема / Пер. П.Рихла] // Буковина.- 1994.- 19 лют.

## Нагороди
- Заслужений працівник культури України (1993);
- Почесний громадянин міста Чернівці (1997);
- Хрест командора ордена «За заслуги перед Федеративною Республікою Німеччиною» (2002);
- Лицарський хрест I ступеня Почесного знаку «За заслуги перед Австрійською Республікою» (2002)[2];
- Австрійський почесний знак «За науку й мистецтво» (2007);
- Літературна премія імені Сегала (Ізраїль);
- Медаль «На славу Чернівців».